# オルゴール仕掛けのファンタジー
『オルゴール仕掛けのファンタジー』シリーズは、1990年から1993年にかけてソニー・ミュージックレコーズからリリースされたアルバムのシリーズ。
邦楽アーティストの代表曲を、オルゴール・アーティストの西脇睦宏がオルゴール・サウンドにアレンジしている。

## シリーズ一覧
| 発売日         | タイトル                                                                | 規格品番  |
| -------------- | ----------------------------------------------------------------------- | --------- |
| 1990年7月1日   | 『オルゴール仕掛けのファンタジー 〜松任谷由実（荒井由実）作品集〜』     | CSCL-1198 |
| 1990年7月1日   | 『オルゴール仕掛けのファンタジー 〜山下達郎・竹内まりや作品集〜』       | CSCL-1199 |
| 1990年11月21日 | 『オルゴール仕掛けのファンタジー 〜冬の贈り物〜』                       | CSCL-1587 |
| 1991年5月22日  | 『オルゴール仕掛けのファンタジー 〜桑田佳祐作品集〜』                   | SRCL-1919 |
| 1991年5月22日  | 『オルゴール仕掛けのファンタジー 〜杏里作品集〜』                       | SRCL-1920 |
| 1991年8月23日  | 『オルゴール仕掛けのファンタジー 〜プリンセス・プリンセス作品集〜』     | SRCL-2123 |
| 1991年11月21日 | 『オルゴール仕掛けのファンタジー 〜松任谷由実（荒井由実）作品集II〜』   | SRCL-2220 |
| 1991年11月21日 | 『オルゴール仕掛けのファンタジー 〜小田和正作品集〜』                   | SRCL-2221 |
| 1992年1月22日  | 『オルゴール仕掛けのファンタジー 〜ラブ・ソングをあなたに〜』           | SRCL-2287 |
| 1992年3月25日  | 『オルゴール仕掛けのファンタジー 〜飛鳥涼作品集〜』                     | SRCL-2327 |
| 1992年7月22日  | 『オルゴール仕掛けのファンタジー 〜浜田省吾作品集〜』                   | SRCL-2436 |
| 1992年10月21日 | 『オルゴール仕掛けのファンタジー 〜尾崎豊作品集〜』                     | SRCL-2483 |
| 1992年12月12日 | 『オルゴール仕掛けのファンタジー 〜YOSHIKI作品集〜』                    | SRCL-2541 |
| 1993年6月21日  | 『オルゴール仕掛けのファンタジー 〜ドリームズ・カム・トゥルー作品集〜』 | SRCL-2658 |
| 1993年9月9日   | 『オルゴール仕掛けのファンタジー 〜久保田利伸作品集〜』                 | SRCL-2688 |
| 1993年12月12日 | 『オルゴール仕掛けのファンタジー 〜トレンディ・ドラマ・ヒット作品集〜』 | SRCL-2815 |